# Diospyros neurosepala
Diospyros neurosepala är en tvåhjärtbladig växtart som beskrevs av Bakh. Diospyros neurosepala ingår i släktet Diospyros och familjen Ebenaceae. Inga underarter finns listade i Catalogue of Life.